# Pheidole praeusta
Pheidole praeusta är en myrart som beskrevs av Julius Roger 1863. Pheidole praeusta ingår i släktet Pheidole och familjen myror. Inga underarter finns listade i Catalogue of Life.